# ATP World Tour Masters 1000
ATP World Tour Masters 1000 je serija devet teniskih turnira. Dio su turneje koju organizira ATP. Natjecanja se održavaju tijekom cijele godine na području  Europe,  Sjeverne Amerike i od 2009. godine  Azije. Spadaju u najprestižnije turnire nakon četiri Grand Slama i završnog turnira ATP World Tour Finale.

## Povijest
- Serija je uvedena 1990., zajedno s osnutkom ATP Toura.
- od 1970. do 1989. serija je obuhvaćala devet najprestižnijih turnira Grand Prix Toura; a turniri su izvorno bili poznati kao Championship serija, Single Week.
- od 1993. do 1999. godine, serija je poznata kao Mercedes-Benz-Super 9.
- Godine 2000., naziv je promijenjen u Tenis Masters serija, a zatim u ATP Masters serija u 2004. godini. Današnji naziv je stupio na snagu 2009.

Do 2007. godine, većina finala su se igrala u pet setova, dok je danas situacija u potpunosti drugačija, sva finala na turnirima iz serije ATP World Tour Masters 1000 igraju se u tri seta. Rafael Nadal je rekorder s 21-im osvojenim turnirom.(od 1990.)
Od 2011., šest od devet "1000" turnira su kombinirani ATP i WTA turniri.

## Rezultati

### 2012 ATP World Tour Masters 1000
| Turnir       | Pobjednik     | Finalist      | Rezultat      | Pobjednici parova                    | Finalisti parova              | Rezultat         |
| ------------ | ------------- | ------------- | ------------- | ------------------------------------ | ----------------------------- | ---------------- |
| Indian Wells | Roger Federer | John Isner    | 7:6(9:7), 6:3 | Marc López Rafael Nadal              | John Isner Sam Querrey        | 6:2, 7:6(7:3)    |
| Miami        | Novak Đoković | Andy Murray   | 6:1, 7:6(7:4) | Leander Paes Radek Štěpánek          | Max Mirnyi Daniel Nestor      | 3:6, 6:1, [10:8] |
| Monte Carlo  | Rafael Nadal  | Novak Đoković | 6:3, 6:1      | Bob Bryan Mike Bryan                 | Max Mirnyi Daniel Nestor      | 6:2, 6:3         |
| Madrid       | Roger Federer | Tomáš Berdych | 3:6, 7:5, 7:5 | Mariusz Fyrstenberg Marcin Matkowski | Robert Lindstedt Horia Tecău  | 6:3, 6:4         |
| Rim          | Rafael Nadal  | Novak Đoković | 7:5, 6:3      | Marcel Granollers Marc López         | Lukasz Kubot Janko Tipsarević | 6:3, 6:2         |

### 2011 ATP World Tour Masters 1000
| Turnir       | Pobjednik     | Finalist           | Rezultat           | Pobjednici parova                    | Finalisti parova                 | Rezultat              |
| ------------ | ------------- | ------------------ | ------------------ | ------------------------------------ | -------------------------------- | --------------------- |
| Indian Wells | Novak Đoković | Rafael Nadal       | 4:6, 6:3, 6:2      | Aleksandar Dolgopolov Xavier Malisse | Roger Federer Stanislas Wawrinka | 6:4, 6:7(5:7), [10:7] |
| Miami        | Novak Đoković | Rafael Nadal       | 4:6, 6:3, 7:6(7:4) | Mahesh Bhupathi Leander Paes         | Max Mirnyi Daniel Nestor         | 6:7(5:7), 6:2, [10:5] |
| Monte Carlo  | Rafael Nadal  | David Ferrer       | 6:4, 7:5           | Bob Bryan Mike Bryan                 | Juan Ignacio Chela Bruno Soares  | 6:3, 6:2              |
| Madrid       | Novak Đoković | Rafael Nadal       | 7:5, 6:4           | Bob Bryan Mike Bryan                 | Michaël Llodra Nenad Zimonjić    | 6:3, 6:3              |
| Rim          | Novak Đoković | Rafael Nadal       | 6:4, 6:4           | John Isner Sam Querrey               | Mardy Fish Andy Roddick          | predaja               |
| Montreal     | Novak Đoković | Mardy Fish         | 6:2, 3:6, 6:4      | Michaël Llodra Nenad Zimonjić        | Bob Bryan Mike Bryan             | 6:4, 6:7(5:7), [10:5] |
| Cincinnati   | Andy Murray   | Novak Đoković      | 6:4, 3:0 pre.      | Mahesh Bhupathi Leander Paes         | Michaël Llodra Nenad Zimonjić    | 7:6(7:4), 7:6(7:2)    |
| Šangaj       | Andy Murray   | David Ferrer       | 7:5, 6:4           | Max Mirnyi Daniel Nestor             | Michaël Llodra Nenad Zimonjić    | 3:6, 6:1, [12:10]     |
| Pariz        | Roger Federer | Jo-Wilfried Tsonga | 6:1, 7:6(7:3)      | Rohan Bopanna Aisam-ul-Haq Qureshi   | Julien Benneteau Nicolas Mahut   | 6:2, 6:4              |

### 2010 ATP World Tour Masters 1000
| Turnir       | Pobjednik       | Finalist          | Rezultat                | Pobjednici parova            | Finalisti parova                     | Rezultat         |
| ------------ | --------------- | ----------------- | ----------------------- | ---------------------------- | ------------------------------------ | ---------------- |
| Indian Wells | Ivan Ljubičić   | Andy Roddick      | 7:6(7:3), 7:6(7:5)      | Marc López Rafael Nadal      | Daniel Nestor Nenad Zimonjić         | 7:6(10:8), 6:3   |
| Miami        | Andy Roddick    | Tomáš Berdych     | 7:5, 6:4                | Lukáš Dlouhý Leander Paes    | Mahesh Bhupathi Max Mirnyi           | 6:2, 7:5         |
| Monte Carlo  | Rafael Nadal    | Fernando Verdasco | 6:0, 6:1                | Daniel Nestor Nenad Zimonjić | Mahesh Bhupathi Max Mirnyi           | 6:3, 2:0 pre.    |
| Rim          | Rafael Nadal    | David Ferrer      | 7:5, 6:2                | Bob Bryan Mike Bryan         | John Isner Sam Querrey               | 6:2, 6:3         |
| Madrid       | Rafael Nadal    | Roger Federer     | 6:4, 7:6(7:5)           | Bob Bryan Mike Bryan         | Daniel Nestor Nenad Zimonjić         | 6:3, 6:4         |
| Toronto      | Andy Murray     | Roger Federer     | 7:5, 7:5                | Bob Bryan Mike Bryan         | Julien Benneteau Michaël Llodra      | 7:5, 6:3         |
| Cincinnati   | Roger Federer   | Mardy Fish        | 6:7(5:7), 7:6(7:1), 6:4 | Bob Bryan Mike Bryan         | Mahesh Bhupathi Max Mirnyi           | 6:3, 6:4.        |
| Šangaj       | Andy Murray     | Roger Federer     | 6:3, 6:2                | Jürgen Melzer Leander Paes   | Mariusz Fyrstenberg Marcin Matkowski | 7:5, 4:6, [10:5] |
| Pariz        | Robin Söderling | Gaël Monfils      | 6:1, 7:6(7:1)           | Mahesh Bhupathi Max Mirnyi   | Mark Knowles Andy Ram                | 7:5, 7:5         |

### 2009 ATP World Tour Masters 1000
| Turnir       | Pobjednik         | Finalist              | Rezultat                | Pobjednici parova                   | Finalisti parova                     | Rezultat               |
| ------------ | ----------------- | --------------------- | ----------------------- | ----------------------------------- | ------------------------------------ | ---------------------- |
| Indian Wells | Rafael Nadal      | Andy Murray           | 6:1, 6:2                | Mardy Fish Andy Roddick             | Max Mirnyi Andy Ram                  | 3:6, 6:1, [14:12]      |
| Miami        | Andy Murray       | Novak Đoković         | 6:2, 7:5                | Max Mirnyi Andy Ram                 | Ashley Fisher Stephen Huss           | 6:7(4:7), 6:2, [10:7]  |
| Monte Carlo  | Rafael Nadal      | Novak Đoković         | 6:3, 2:6, 6:1           | Daniel Nestor Nenad Zimonjić        | Bob Bryan Mike Bryan                 | 6:4, 6:1               |
| Rim          | Rafael Nadal      | Novak Đoković         | 7:6(7:2), 6:2           | Daniel Nestor Nenad Zimonjić        | Bob Bryan Mike Bryan                 | 7:6(7:5), 6:3          |
| Madrid       | Roger Federer     | Rafael Nadal          | 6:4, 6:4                | Daniel Nestor Nenad Zimonjić        | Simon Aspelin Wesley Moodie          | 6:4, 6:4               |
| Montreal     | Andy Murray       | Juan Martín del Potro | 6:7(4:7), 7:6(7:3), 6:1 | Mahesh Bhupathi Mark Knowles        | Max Mirnyi Andy Ram                  | 6:4, 6:3               |
| Cincinnati   | Roger Federer     | Novak Đoković         | 6:1, 7:5                | Daniel Nestor Nenad Zimonjić        | Bob Bryan Mike Bryan                 | 3:6, 7:6(7:2), [15:13] |
| Šangaj       | Nikolaj Davydenko | Rafael Nadal          | 7:6(7:3), 6:3           | Jo-Wilfried Tsonga Julien Benneteau | Mariusz Fyrstenberg Marcin Matkowski | 6:2, 6:4               |
| Pariz        | Novak Đoković     | Gaël Monfils          | 6:2, 5:7, 7:6(7:3)      | Daniel Nestor Nenad Zimonjić        | Marcel Granollers Tommy Robredo      | 6:3, 6:4               |

## Poveznica
- ATP World Tour 500 serija
- ATP World Tour 250 serija

## Vanjska poveznica
- Službena stranica ATP World Toura